# Wai-O-Tapu

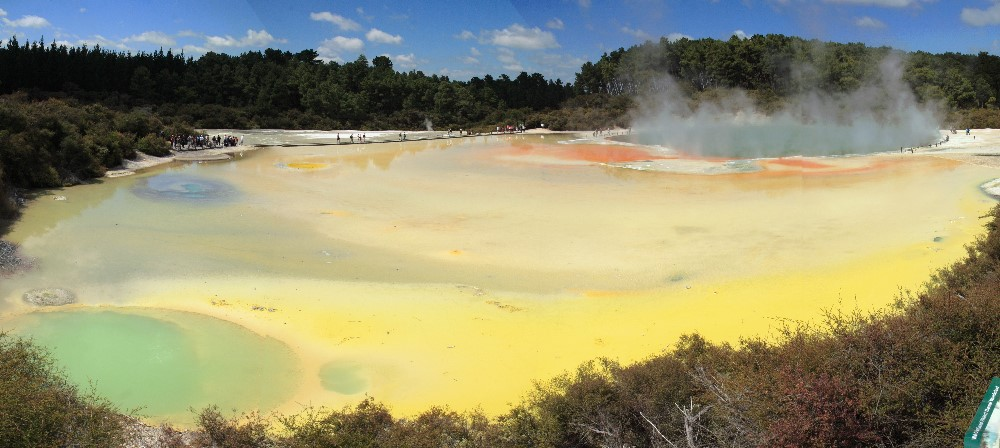
Fotografía de las piscinas.

Wai-O-Tapu (en maorí Agua Sagrada) es una zona activa geotermal situada al norte de la caldera Reproroa en la zona volcánica de Taupo, Waikato, en Nueva Zelanda.
La región comprende una extensión de ocho kilómetros en la que predominan cráteres colapsados, piscinas de agua y lodo y fumarolas. 

## Manifestaciones termales

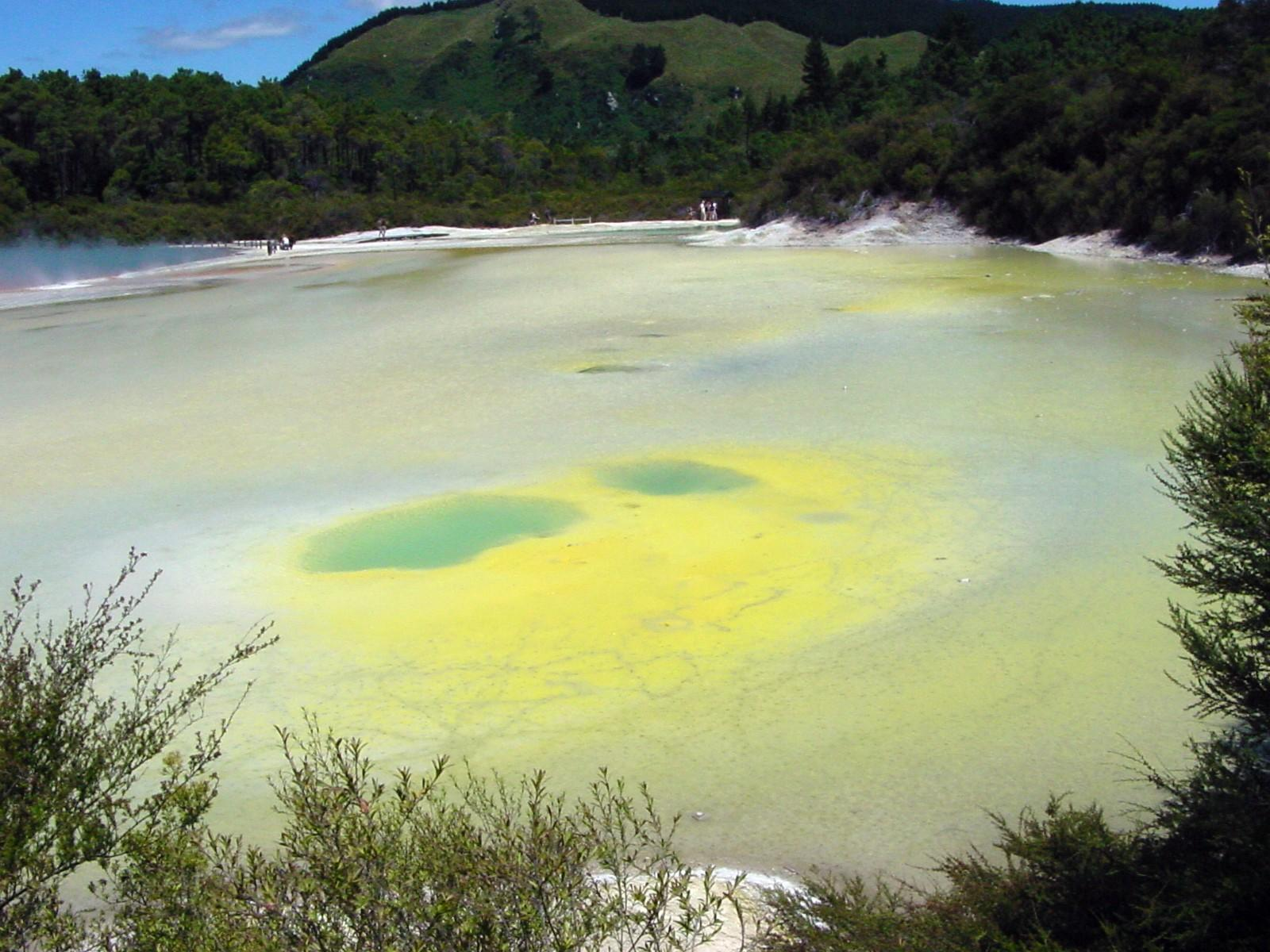
Paleta del artista.

- Cráteres: La mayoría de los cráteres han sido formado en los últimos 900 años[1] teniendo diferentes diámetros llegando a alcanzar los 20 metros y una profundidad de 12 metros. Una mayoría de ellos contienen manantiales de agua hirviendo con importantes concentraciones de azufre. Los principales cráteres son iguales:
- La morada del diablo (Devil´s Home): Cráter colapsado con altas concentraciones de azufre que forman cristales amarillos.
- Cráter del arco iris (Rainbow Crater): Como su nombre indica la variedad cromática de este cráter va desde diferentes tonalidades de amarillo por los diferentes sedimentos de azufre a los rojos formados por el óxido de hierro que se ha depositado en las paredes de piedra pómez del cráter. Sobre la laguna de agua caliente destaca una capa aceitosa.
- Cráter del Trueno (Thunder Crater): uno de los cráteres de formación más reciente formado en 1958.
- Tinteros del Diablo (Devil´s Ink Pots): Este sistema está formado por una series de pozos de lodo gris oscuro por el grafito y el petróleo que contiene.
- Paleta del artista (Artist´s Palette): Un cráter inundado que forma diferentes colores dependiendo de los niveles de agua y el rebose de la Piscina del Champán.
- Piscina de Ópalo (Opal Pool): Manantiales de agua sulfurosa.
- La terraza Amarilla Pálida (The Primrose Terrace): Terrazas de cuarzo formadas por depósitos de silicato de cal provenientes de las aguas de la piscina del Champán que al evaporase van sedimentando creado estas formaciones.
- Géiser de Jean Batten (Jean Batten Geyser): Bautizado con el nombre de la famosa aviadora local su columna de agua puede llegar a los tres metros de altura.
- Cataratas del Velo Nupcial (Bridal Veil Falls): Marcando el final de las terrazas de cuarzo.
- Géiser de Wai-O-Tapu: De erupción irregular alcanza los tres metros de altura.
- Precipicios de Alumbre (Alum Clifs).
- La Sartén Plana (Frying Pan Flat).
- La piscina de la ostra (Oyster Pool): Bautizada por su forma es una piscina de agua con altas concentraciones de azufre.
- La Cueva del Azufre (Sulphur Cave)
- Cataratas del lago Ngakoro (Lake Ngakore Waterfall): Zona por la que se evacua el agua del lago formado hacia el año 1030.
- Montículos de Azufre (Sulphur Mounds): Montículos formados por la sedimentación de azufre formada por la evaporación del agua rica en este mineral.

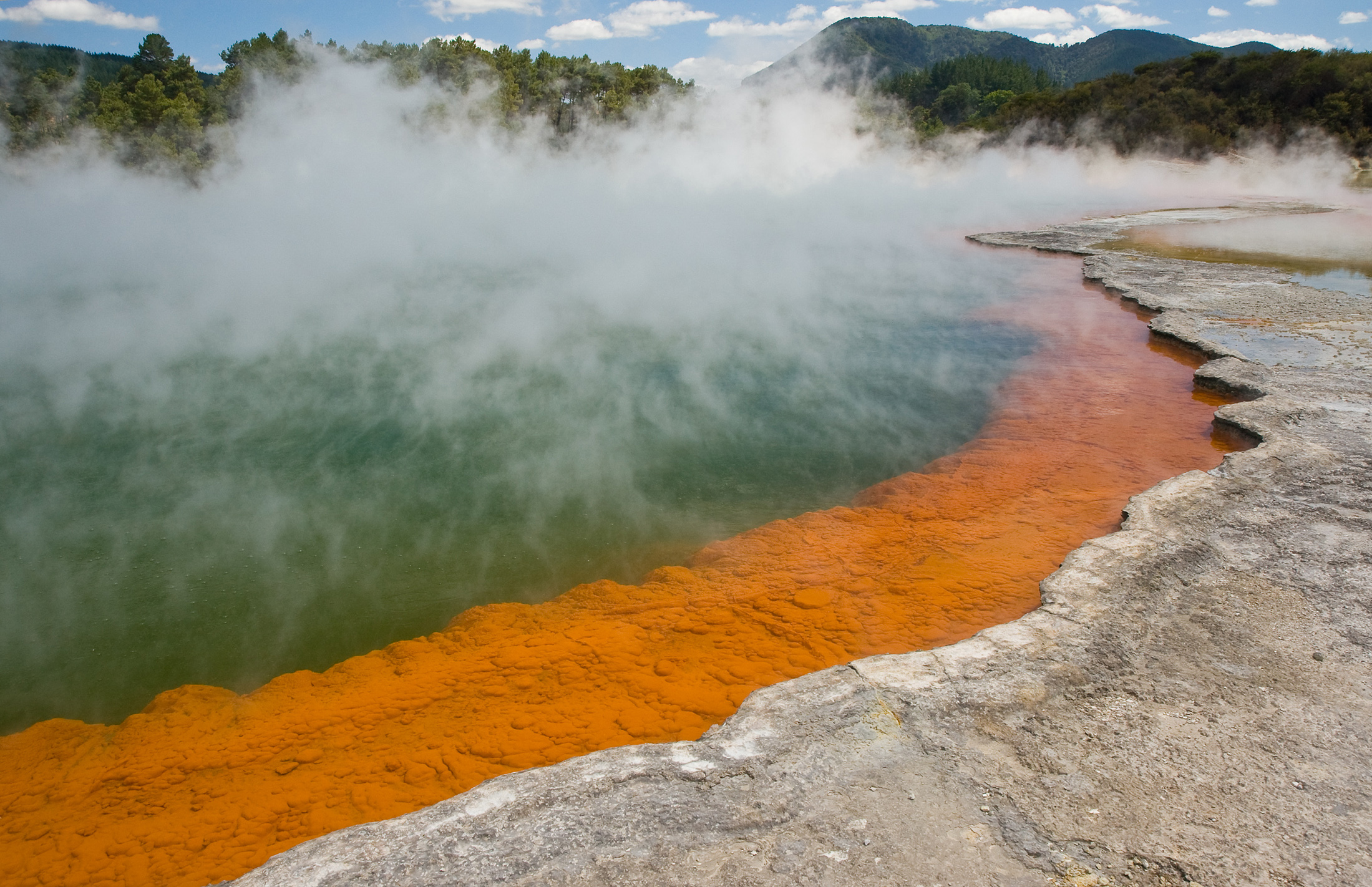
Piscina del Champán, el color naranja se origina a partir de los depósitos de arsénico y estibina.

- La Piscina del Champán (Champagne Pool):La más grande de la zona, tiene un diámetro de 60 metros, 60 metros de profundidad y una temperatura de 70 °C. En el agua se encuentran en mayor o menor medida: oro, plata, mercurio, azufre, arsénico, talio, antimonio o estibina entre otros.
- Cráter del infierno (Inferno Crater): El fondo contiene lodo hirviendo.
- Cráter del Nido de los Pájaros (Bird´s Nest Crater): Denominado de esta forma porque en sus paredes anidan pájaros que aprovecha el calor termal para realizar el incube de los huevos.
- Cráter de la Cueva de Azufer (Sulphur Cave Crater).
- Baño del Diablo (Devil`s Bath): Un gran cráter con un lago de agua verde que varía de tonalidad (más o menos verde) según la cantidad de arsénico que contiene.